# Teucholabis delandi
Teucholabis delandi är en tvåvingeart som beskrevs av Alexander 1941. Teucholabis delandi ingår i släktet Teucholabis och familjen småharkrankar. Inga underarter finns listade i Catalogue of Life.